# زحل اولجای
زحل اولجای (ترکی استانبولی: Zuhal Olcay؛ تلفظ ترکی استانبولی: [zuˈhal olˈdʒaj]؛ زادهٔ ۱۰ اوت ۱۹۵۷) هنرپیشه و خوانندهٔ اهل ترکیه است.
او از سال ۱۹۸۳در فیلم‌های مختلفی بازی‌کرده‌است که اولین فیلم وی «ژانویه خاتمه‌یافته» بود. او با بازی در فیلم «اثر انگشت» به شهرت رسید. همزمان با بازی در سینما به بازی در تئاتر نیز ادامه داد و در سال ۱۹۸۶ اولین جایزهٔ تئاتر خود را برای بازی در نقش نینا در نمایش مارتی بدست آورد.

## آثار

### آلبوم‌ها
- Küçük Bir Öykü Bu (این یک داستان کوتاه است)- ۱۹۹۰
- Oyuncu (بازیگر) - ۱۹۹۳
- İki Çift Laf (دوکلمه حرف حساب)- ۱۹۹۶
- İhanet (خیانت)- ۱۹۹۸
- Başucu Şarkıları (ترانه‌های اوج)- ۲۰۰۱
- Başucu Şarkıları ۲ (ترانه‌های اوج ۲)- ۲۰۰۵
- Aşk'ın Halleri (احوالات عشق)- ۲۰۰۹

## جوایز
- جایزه رکتای عزیز سال ۲۰۱۱[۳]
- جایزه تئاتر آفیفه موفق‌ترین بازیگر زن سال ۲۰۰۶[۴]
- جایزه تئاتر آفیفه موفق‌ترین بازیگر کمدی و موزیکال زن سال ۲۰۰۰[۵]
- جایزه تئاتر آونی دیللیگیل موفق‌ترین بازیگر زن سال ۲۰۰۰[۶][۷]
- جایزه صدری آلیشیک بهترین بازیگر تئاتر زن[۸]
- جایزه پیله طلایی بهترین بازیگر زن ۱۹۹۴[۹]
- جایزه پیله طلایی بهترین بازیگر زن ۱۹۹۳[۱۰]
- جایزه فیلم آلمان بهترین بازیگر زن ۱۹۸۹[۱۱][۱۲]
- جایزه تئاتر آونی دیللیگیل موفق‌ترین بازیگر زن سال ۱۹۸۶[۱۳]
- جایزه پرتقال طلایی بهترین بازیگر نقش اول زن ۱۹۸۵[۱۴]
- جایزه پرتقال طلایی بهترین بازیگر نقش مکمل زن ۱۹۸۴[۱۵]